# Primavera do Leste
Primavera do Leste är en kommun i Brasilien.   Den ligger i delstaten Mato Grosso, i den centrala delen av landet, 700 km väster om huvudstaden Brasília. Antalet invånare är 52 114.
Trakten runt Primavera do Leste består till största delen av jordbruksmark. Runt Primavera do Leste är det glesbefolkat, med 9 invånare per kvadratkilometer.